# Chō Tsurahide
Chō Tsurahide est un nom japonais traditionnel ; le nom de famille (ou le nom d'école), Chō, précède donc le prénom (ou le nom d'artiste).
Chō Tsurahide (長 連豪, 1856-27 juillet 1878) est un samouraï de l'ère Meiji originaire de la région d'Ishikawa qui joue un rôle déterminant dans l'assassinat d'Ōkubo Toshimichi.
Après le soulèvement de Saigō Takamori dans la préfecture de Kagoshima en 1877, Chō est une des premières personnalités du domaine de Kaga (Kanazawa) à adopter des mesures anti-Meiji. Il se rend à deux reprises à la préfecture de Kagoshima pour y rencontrer Saigō.

## Source de la traduction
- (en) Cet article est partiellement ou en totalité issu de l’article de Wikipédia en anglais intitulé « Chō Tsurahide » (voir la liste des auteurs).